# 한준석 (1877년)
한준석(韓準錫, 1877년 6월 11일 ~ 1940년 3월 5일)은 일제강점기의 관료로, 호는 소파(小坡)이며 본적은 함경남도 홍원군 주익면(州翼面)이다.

## 생애
어릴 때 한문을 배웠으며 1907년 홍원교육회 서기와 시학원을 거쳐 조선총독부 군서기로 임명되었다. 1913년 사립 서퇴조학교(西退潮學校)를 설립하고 교장직을 겸임했다. 함흥군 서퇴조면장(1913년 ~ 1920년)과 홍원군 주익면장(1920년 7월 ~ 1936년 5월 30일)을 역임했으며 지방공로자, 시정방침 선전 등 행정 직무에 힘쓴 공로를 인정받아 여러 차례 표창을 받았다. 서퇴조면장으로 재직 중이던 1917년 11월 4일 천장절 행사를 지휘했고 조선총독부 기관지 《매일신보》에 다이쇼 천황의 생일과 조선총독을 찬양하는 한시를 기고했다.
1915년 11월 10일 일본 정부로부터 다이쇼 대례 기념장을 받았으며 1916년 4월 1일 서퇴조위생조합장으로 임명되었다. 1920년 12월 20일과 1924년 4월 1일 함경남도 관선 평의회원으로 임명되었고 1921년 3월 9일 함경남도 중추원 의원 후보자 6순위로 추천되었다.
1925년 2월 8일 국민협회 상담역으로 임명되었으며 1926년 8월 16일 일본 정부로부터 종7위에 서위되었다. 1927년 《동민》에 일본 천황과 조선총독을 찬양하고 내선융화를 주장하는 한시들을 기고했다. 1928년 11월 16일 일본 정부로부터 쇼와 대례 기념장을 받았고 1930년부터 1931년까지 국민협회 상담역, 1931년부터 1933년까지 동민회 평의원을 역임했다.
1933년 3월 홍원국방의회 부회장으로 취임했으며 1935년 10월 1일 조선총독부 시정 25주년 기념 표창을 받았다. 1935년 12월 데라우치 마사타케 초대 조선총독 동상 건설비 5원을 기부했고 1936년 6월 아베 미쓰이에(경성일보 제2대 사장을 역임했던 인물) 흉상 건설비 1원을 기부했다.
1936년 5월 29일 일본 정부로부터 정7위에 서위되었으며 1937년 6월 5일 한시집 《삼로우모시선(三老寓慕詩選)》을 저술했다. 이 한시집은 데라우치 마사타케와 사이토 마코토, 미나미 지로 세 조선총독을 찬양하는 내용을 담은 한시들을 모은 책이었다. 민족문제연구소의 친일인명사전 수록자 명단의 종교 부문, 친일반민족행위진상규명위원회가 발표한 친일반민족행위 705인 명단에 포함되었다.

## 참고자료
- 친일반민족행위진상규명위원회 (2009). 〈한준석〉. 《친일반민족행위진상규명 보고서 Ⅳ-19》. 서울. 253~302쪽.